# Viveln
Viveln är en sjö i Mjölby kommun i Östergötland och ingår i Motala ströms huvudavrinningsområde. Sjön har en area på 0,165 kvadratkilometer och ligger 101 meter över havet.

## Delavrinningsområde
Viveln ingår i det delavrinningsområde (647717-147606) som SMHI kallar för Mynnar i Lillån. Medelhöjden är 100 meter över havet och ytan är 99,25 kvadratkilometer. Räknas de 8 avrinningsområdena uppströms in blir den ackumulerade arean 204,29 kvadratkilometer. Lillån som avvattnar avrinningsområdet har biflödesordning 4, vilket innebär att vattnet flödar genom totalt 4 vattendrag innan det når havet efter 84 kilometer. Avrinningsområdet består mestadels av skog (31 procent), öppen mark (17 procent) och jordbruk (50 procent). Avrinningsområdet har 0,17 kvadratkilometer vattenytor vilket ger det en sjöprocent på 0,2 procent. Bebyggelsen i området täcker en yta av 0,6 kvadratkilometer eller 1 procent av avrinningsområdet.